# Suffern (New York)
|  | Dieser Artikel wurde aufgrund von inhaltlichen Mängeln auf der Qualitätssicherungsseite des Projektes USA eingetragen. Hilf mit, die Qualität dieses Artikels auf ein akzeptables Niveau zu bringen, und beteilige dich an der Diskussion! Eine nähere Beschreibung der zu behebenden Mängel fehlt. |

Suffern ist ein Ort im Rockland County im Bundesstaat New York der Vereinigten Staaten. Das Village wurde im Jahr 1773 gegründet und gehört seit 1896 zur Town Ramapo. Bei der Volkszählung im Jahr 2010 hatte Suffern 10.723 Einwohner.
Suffern liegt nördlich von Mahwah (New Jersey), östlich von Hillburn, südlich von Montebello und westlich von Airmont.

## Söhne und Töchter des Ortes
- Gottfried de Purucker (1874–1942), Journalist, Autor und Theosoph
- Jean Muir (1911–1996), Schauspielerin
- Valerie Harper (1939–2019), Schauspielerin
- Tony Cucolo (* 1957), Generalmajor der United States Army
- Carole Radziwill (* 1963), Journalistin, Autorin und Schauspielerin
- Chris Caffery (* 1967), Rock- bzw. Metal-Gitarrist
- Claudio Sanchez (* 1978), Rockmusiker und Comiczeichner
- Dave Annable (* 1979), Schauspieler
- Mike Lawler (* 1986), Politiker
- Gia Farrell (* 1989), Popsängerin
- Grace VanderWaal (* 2004), Sängerin, Songwriterin